# Республіка Техас
Республіка Техас (англ. Republic of Texas) — держава в Північній Америці, що існувала в 1836 — 1845 роки. Республіка Техас утворилася в результаті війни за незалежність північно-східного регіону Мексики. У 1845 році республіка була анексована США, де отримала права штату.

## Техаська революція
На початку XIX століття схід Техасу взялися освоювати переселенці зі США: 3 січня 1823 року на річці Бразос Стівен Остін утворив колонію з 300 американських сімей (нині відому як «Старі три сотні»). У 1821 році «Нова Іспанія», до складу якої входив Техас, домоглася незалежності від Іспанії, і таким чином Техас став частиною Мексики.
До середині 1830-х років диктатура президента Антоніо Санта-Анни та беззаконня в Мексиці призвели до того, що держава опинилася на межі розпаду — території Техасу та Юкатану висловили — згідно з конституційним правом — бажання відділитися. Іншими причинами були невдоволення техасців конституцією 1835 року і скасуванням рабства в Мексиці.
- 2 жовтня 1835 року сталося протистояння техасців із загоном мексиканської кавалерії поблизу міста Гонсалес, що призвело до початку військових дій.
- 10 жовтня 1835 року капітулював мексиканський гарнізон в Голіаді.
- 24 жовтня 1835 року техасці почали облогу мексиканського гарнізону в Бехарі.
- 28 жовтня 1835 року під час битви при Консепсьйон 90 техасців відбили атаки 450 мексиканців.
- 4 листопада 1835 року капітулював мексиканський гарнізон у Ліпантітлані, мексиканський гарнізон у Бехарі залишився без зв'язку з узбережжям.
- 10 грудня 1835 року капітулював мексиканський гарнізон у Бехарі.
- 2 березня 1836 року, у Вашингтон-на-Бразосі, на зборах представників англомовних поселенців була підписана декларація про незалежність від Мексики. У відповідь Санта-Анна послав у Техас мексиканські війська.
- 23 лютого 1836 — 6 березня 1836 року під час облоги та штурму форту Аламо, в Сан-Антоніо-де-Бехар, був повністю знищений невеликий техаський гарнізон.
- 27 березня 1836 року за наказом Лопеса де Санта-Анни мексиканці стратили в Голіаді Джеймса Фенніна та близько 400 полонених техасців, хто здався при Рефухіо та Колетто.
- 21 квітня 1836 року техаська армія під керівництвом Сема Х'юстона розбила одну з трьох колон мексиканської армії в битві у Сан-Хасінто. Президент Санта-Анна був узятий у полон. В обмін на своє життя він прийняв вимоги техасців.
- 14 травня 1836 року офіційні представники Техасу та генерал Санта-Анна підписали договір про незалежність у місті Веласко. Однак уряд Мексики не ратифікувала цей договір, залишаючи питання про незалежність Техасу від Мексики відкритим (при цьому західна частина сучасного Техасу продовжувала мати неясний юридичний статус).

Карта Мексики 1835—1846 рр. з позначенням сепаратистських рухів

## Техас після здобуття незалежності
Наприкінці 1836 року була прийнята конституція (підтверджує право рабовласництва), і Техас був проголошений республікою. Першим президентом республіки Техас став Сем Хьюстон. Після неодноразового переміщення столиці центром влади було обрано в 1837 році місто Х'юстон.
Республіка Техас отримала міжнародне визнання. При цьому тривали рейди мексиканців на Техас. 5 березня 1842 року загін мексиканців чисельністю понад 500 осіб, ведений Рафаелем Васкесом, вторгся в Техас вперше після революції; дійшовши до Сан-Антоніо, він відступив назад до Ріо-Гранде; 11 вересня 1842 року Півторатисячна армія Мексики, ведена Адріаном Уоллом, захопила частину Сан-Антоніо, але пізніше відступила, захопивши полонених.
Зіткнення тривали протягом майже 10 років та залежали від того, зміцнювалися позиції мексиканського уряду або послаблювалися. США офіційно в цю боротьбу не втручалися, хоча тисячі волонтерів у США вербувалися для допомоги техасцям. 21 червня 1845 року техаський конгрес одностайно відкинув ідею угоди з Мексикою і висловився за приєднання до США. 4 липня це рішення схвалив конвент представників населення Техасу в Остіні, що складався майже суто з уродженців США. На користь анексії було здобуто більшість голосів у процесі всенародного референдуму 13 жовтня. Збройні конфлікти між Мексикою та Техаською республікою дозволили припинити не стільки анексія США (за договором від 29 грудня 1845 року Техас став 28-м штатом), скільки перемога США в Американо-мексиканській війні 1846—1848, повністю придушити опір і територіальні претензії Мексики. Коли Техас відокремився від Мексики, у значної частини техасців спочатку переважало намір рано чи пізно об'єднати Техас з США (хоча серед техасців також існувала й інша ідея — розвитку Техасу в велику державу з територією до Тихого океану).
Техас є першою та досі єдиною міжнародно визнаною незалежною державою, безпосередньо прийнятою до складу США як рівноправний член союзу. Так, штат Вермонт, проголосивши себе Республікою Вермонт у 1777 році та вступив в США в 1791 році, володів де-факто автономією, але не мав міжнародного визнання; Республіку Каліфорнія та Королівство Гаваї після анексії цих територій включено до складу США як штати лише через деякий час.

## Президенти та віце-президенти
| З               | По             | Президент                           | Віце-президент                                | Кандидати у Президенти                       | Голоси за кандидатів у Президенти | Голоси за кандидатів у Віце-президенти | V.P. votes |
| --------------- | -------------- | ----------------------------------- | --------------------------------------------- | -------------------------------------------- | --------------------------------- | -------------------------------------- | ---------- |
| 16 березня 1836 | 22 жовтня 1836 | Девід Барнет (Тимчасовий президент) | Лоренсо де Завала (Тимчасовий віце-президент) |                                              |                                   |                                        |            |
| 22 жовтня 1836  | 10 грудня 1838 | Семюел Х'юстон                      | Мірабо Бонапарт Ламар                         | - Семюел Х'юстон - Генрі Сміт - Стівен Остін | 5119 743 587                      | Мірабо Ламар                           |            |
| 10 грудня 1838  | 13 грудня 1841 | Мірабо Ламар                        | Девід Р. Барнет                               | - Мірабо Ламар - Роберт Вілсон               | 6995 252                          | Девід Барнет                           |            |
| 13 грудня 1841  | 9 грудня 1844  | Семюел Х'юстон                      | Едвард Берлісон                               | - Семюел Х'юстон - Девід Р. Барнет           | 7915 3619                         | Едвард Берлісон Мемукан Хант-мол.      | 6141 4336  |
| 9 грудня 1844   | 19 лютого 1846 | Енсон Джонс                         | Кенет Люіс Андерсон                           | - Енсон Джонс - Едвард Берлісон              | — —                               | Кеннет Андерсон                        |            |